# Notre-Dame-székesegyház (Amiens)

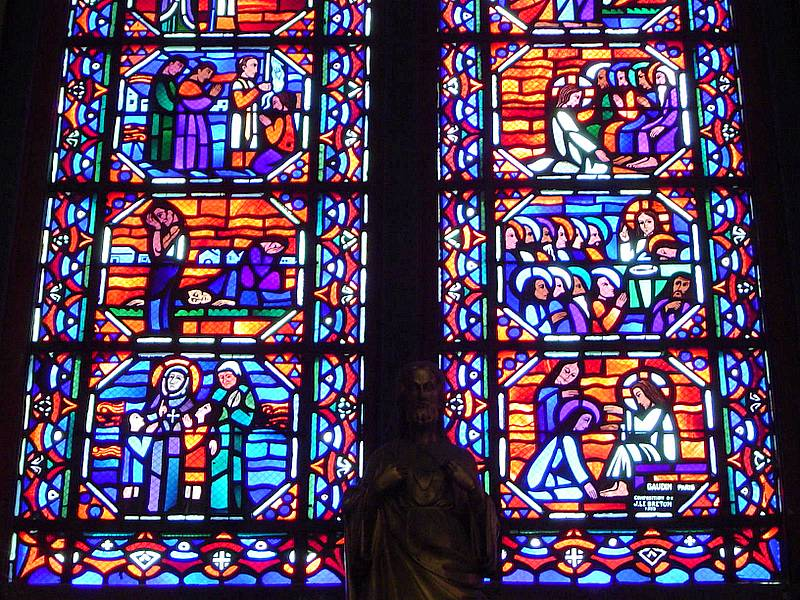
Közelkép egy ólomüveg ablakról

Az amiens-i katedrális, teljes nevén amiens-i Boldogasszony-katedrális (franciául: Cathédrale Notre-Dame d'Amiens) az Amiens-i egyházmegye székesegyháza. A francia katedrális-gótika fejlődése az amiens-i székesegyház belső téralakításában, szerkezeti és formai megoldásában éri el csúcspontját.

## Történet
A gótikus katedrális építésére vonatkozó dokumentáció igen szegényes, mivel a katedrális archívuma többször is tűzvész áldozata lett: 1218-ban majd 1258-ban. Evrard de Fouilly püspök kezdte újjáépíttetni a katedrálist 1220-ban. 1228-ig Robert de Luzarches volt az építész, majd őt követte Thomas de Cormont 1258-ig. Fia, Renaud de Cormont, volt a következő építész 1288. Corbie krónikája szerint a befejezés dátuma 1266, de a munkák még ez után is folytatódtak. A padlókat különböző mintázatok díszítik, többek között szvasztika. A labirintus 1288-ban készült el.
A katedrálisban őrzik Keresztelő Szent János levágott fejét. Az ereklyét a negyedik keresztes hadjáratból hazatérő Wallon de Sarton hozta el Konstantinápolyból.

## Műszaki adatok
A katedrális jelenleg a legnagyobb francia középkori templomépület. A külső hosszúsága 145 méter, a belső 133,5 méter. A templom teljes magassága a padlótól a zárókőig 42,3 méter; az építéskor ez volt a világon a legnagyobb katedrális. A főhajó szélessége a pillérek között 12,15 méter, az oldalhajóé 6,07 méter. A torony magassága 112,7 méter. A kereszthajó hossza 62 méter, szélessége 29,3 méter. A katedrális területe 7700 négyzetméter, a térfogata 200 000 köbméter, ami megfelel a párizsi Notre-Dame kétszeresének.

## Leírás

### A nyugati homlokzat
Ezen a homlokzaton található a legtöbb szobor, amelyek keletkezésük óta a legtökéletesebb állapotban maradtak meg. A fő kapuzatnál apostolok és próféták támasztják alá a csúcsíveket, amelyeket lombdíszek vesznek körül és fent vimpergák koronáznak. A szemöldökfák felett találhatók a gazdagon díszített, több mezőre osztott timpanonok, amelyek csúcsívvel zárulnak. A földszint felett egy galéria található, amely a triforum nak felel meg, és amely végighúzódik a belső tér egészében. Felette van a királyok galériája és felette még egy galéria, amelyet a 19. században Eugène Viollet-le-Duc tervezett a tornyok közötti építményekkel együtt. Fent egy impozáns rozettás ablak csatlakozik, felette a két eltérő kivitelezésű torony. Feltűnő, hogy ezek a tornyok tulajdonképpen csak összeépített támpillérekből állnak, amelyek közé még egy kis galériát is becsúsztattak.

### Az északi homlokzat
Az épület szerkezetét erről az oldalról lehet megérteni, mivel itt látszanak a legjobban a támpillérek és ívek a. Szintén jól felismerhető a homlokzat mértani tagolása a mérműablakokkal. A főhajó karzatának ablakai négyes tagolásúak, az ívek párban állnak. A középső Der mittlere oszlop erősebb és a két szélsővel együtt lefelé a triforium felé folytatódik (csak belülről látható). Az alsó ívek közötti csegelyben négylevelű ablakszemek, a felső ívekben egy nyolclevelű ablakszem található, amelyet ennél a méretnél már rozettának is lehet nevezni. Az ablak feletti felső zóna a mérműkorona. A mérmű négy különböző ablaka egyenként nem látható az elhelyezkedés miatt. A támpillérek fiálékal zárulnak, amelyeket lomb vagy rózsadísz zár le. Oldalt vízköpők láthatók, amelyek az esővíz elvezetésére szolgáltak. A földszint alatt egy esőcsatornával ellátott körfolyosó látható, amely mögött az oldalhajó fedele csatlakozik.

### A keleti homlokzat
Itt lehet rálátni a kórusra a hét apszissal, ahol a hosszanti tengelyen fekvő kápolna mélyebb a többinél. A kápolnák teteje nyolcszögletű. Délkeleti irányból jól látszik a kereszthajó, kórus és négyezet nyeregtetője.

### Alaprajz
A mai alaprajz nagy vonalakban 1727-ből származik. 
A katedrális hosszhajója háromhajós bazilika, amely a keleti kórus terében öthajóssá bővül. Az oldalhajókhoz utólag északon hat, délen öt kápolnát toldtak, amelyek majdnem négyzetes alaprajzot eredményeznek.
A hármas tagolású kereszthajó nagyjából középen választja el a kórust és hosszhajót, a négyezetet négy lényegesen nagyobb oszlop keretezi. A kereszthajó szimmetrikus a hossztengelyre és mindkét végén kijárata van.
A kórus területe néhány lépcsőnyire kiemelkedik és hét árkádív zárja le, amelyek félkört képeznek a kórus körül és fémrácsokkal vannak elkerítve. Az árkádos félkör mögött található a kórus körfolyosója, amely hét apszis előtt vezet el, amelyeket kápolnaként használnak. A kórus külső oldalhajói kis oltárokban végződnek. Az alaprajzot figyelve különösen szembetűnő, hogy mennyire nagyméretűek a külső falak támpillérei az oldalfalakhoz és a karcsú pillérkötegekhez képest.